# ヘリット・ベルクヘイデ
ヘリット・ベルクヘイデ（Gerrit Berckheyde, Gerrit Adriaensz. BerckheydeもしくはGerrit Adriaenszoon Berckheydeとも。 1638年 – 1698年）は、ハールレム、アムステルダム、デン・ハーグで活躍したオランダの画家。特に都市景観画で知られている。

## 生涯
ヘリット・ベルクヘイデはハールレムで生まれてその地で亡くなった。1638年6月6日に洗礼を受け、兄のヨブ・ベルクヘイデから絵画を学んだ。 画家であり著述家のアルノルト・ホウブラーケンによると、ヨブは父親から製本工になる訓練を受けているが、誰に付いて画家の修行をしたのかは分かっていない。 ヨブの師匠はハールレムの親方であったはずであり、フランス・ハルスであったのではないかと考える人もいるが、ホウブラーケンは、ヨブはライデンとユトレヒトの間を旅しつつ、肖像画を描いて自分で技術を高めていったと書いている。1650年代、ヘリットとヨブはドイツのライン川に沿って旅をし、ケルン、ボン、マンハイムを経てハイデルベルクにたどり着いた。  二人はハイデルベルクでカール1世ルートヴィヒに仕え、その働きからゴールド・メダルを授与された。しかし宮廷での生活になじめなかった二人はハールレムに戻り、二人で工房を構えた。ヘリットは1660年7月27日にハールレムの聖ルカ組合の組合員となった。

## 作品

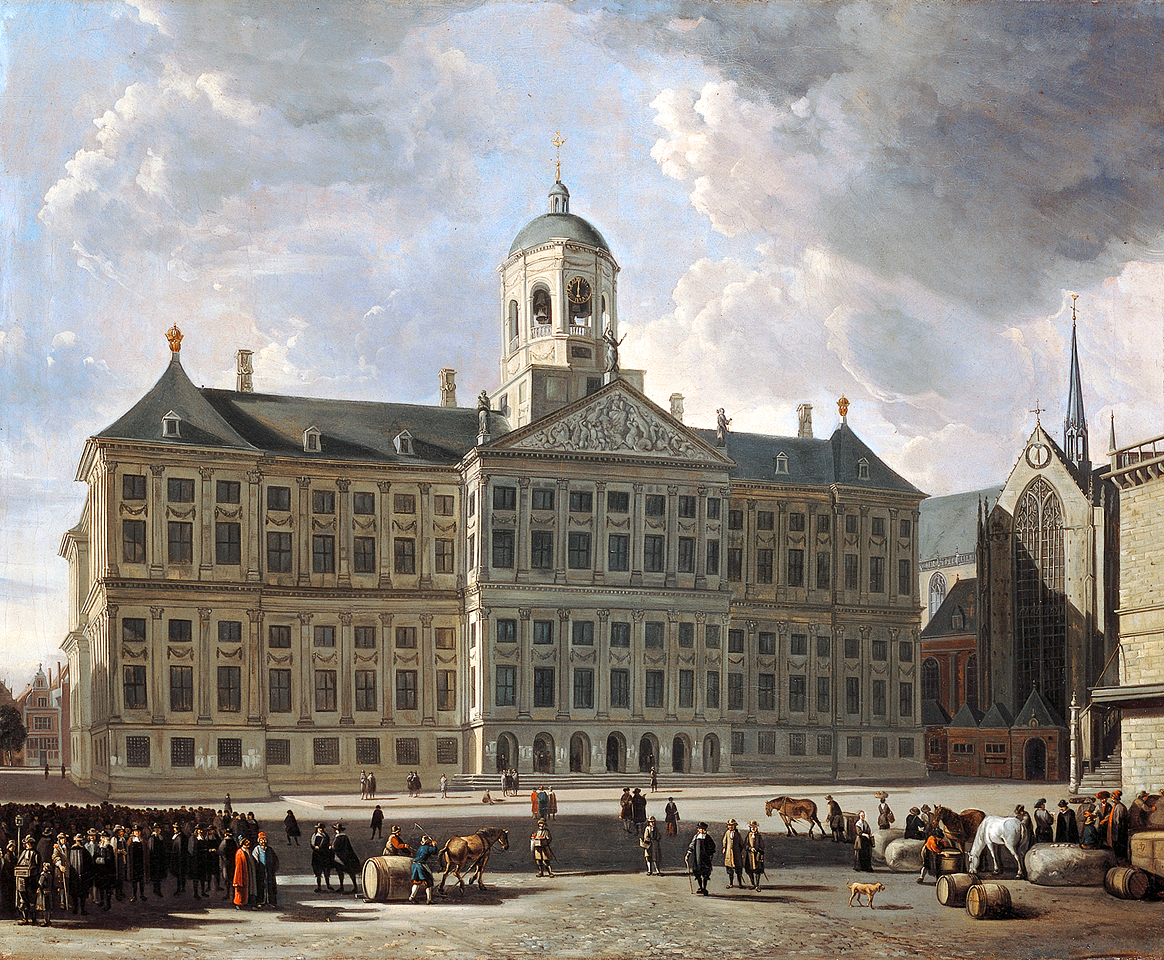
『アムステルダム市庁舎』(1670年頃)
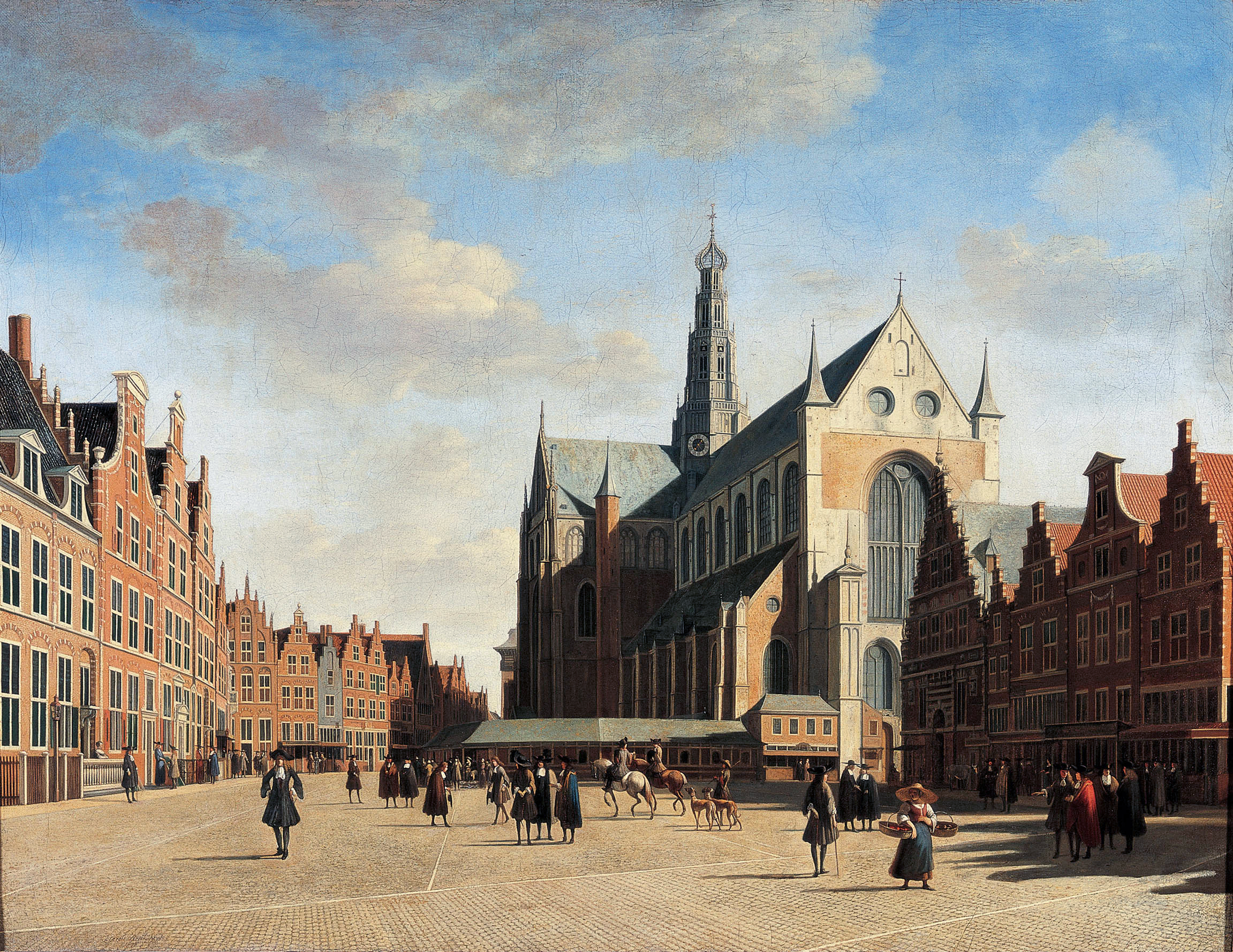
『シント・バフォ聖堂のあるハールレムの広場』
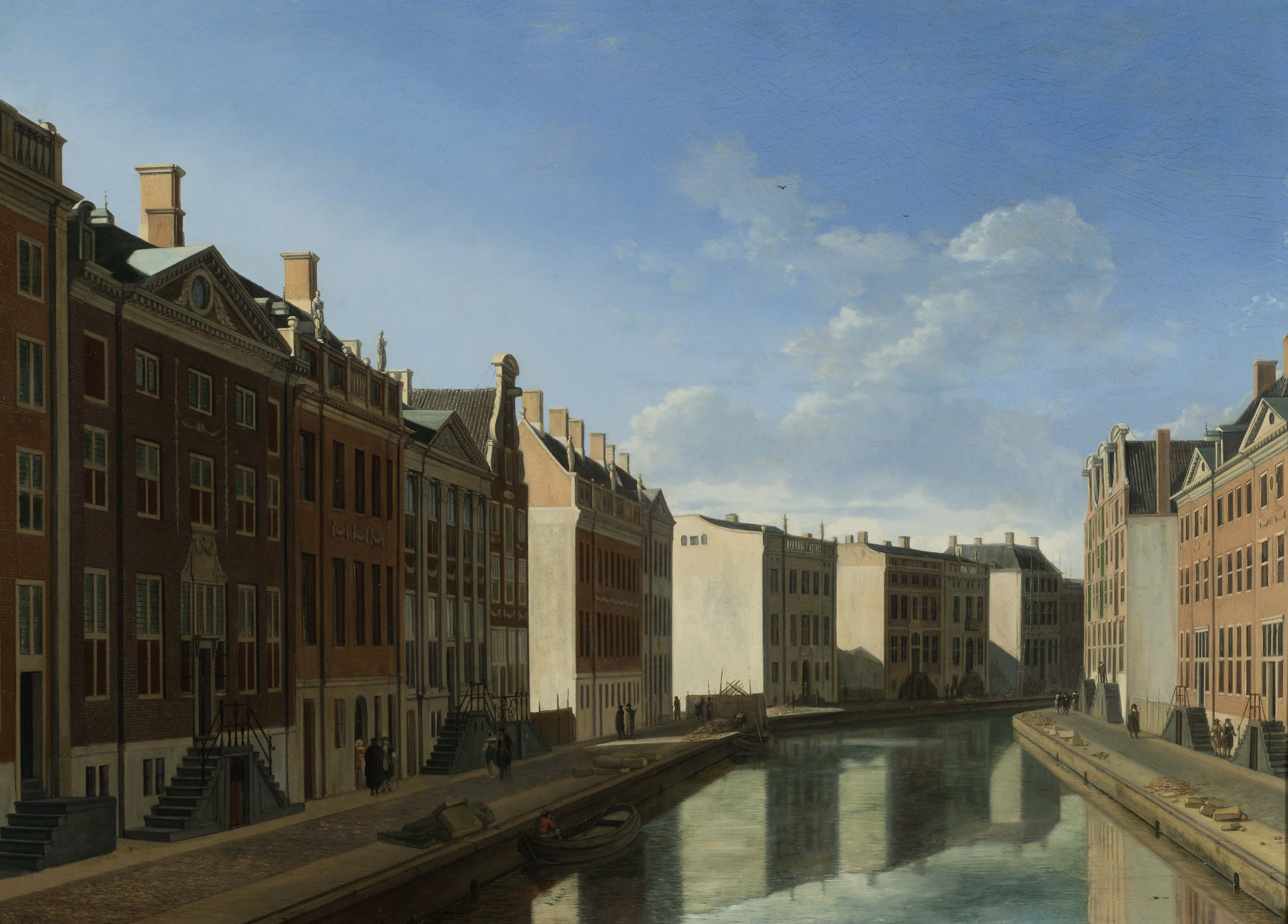
『ヘーレン運河のカーブ、アムステルダム』(1671-1672年)
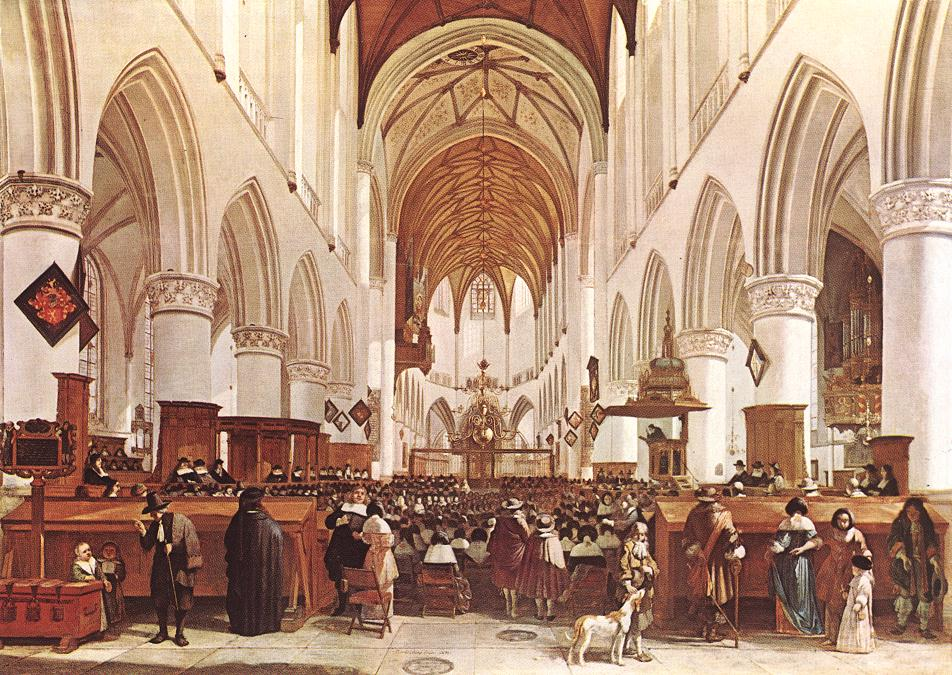
『ハールレムのシント・バフォ聖堂の内部』(1673年)
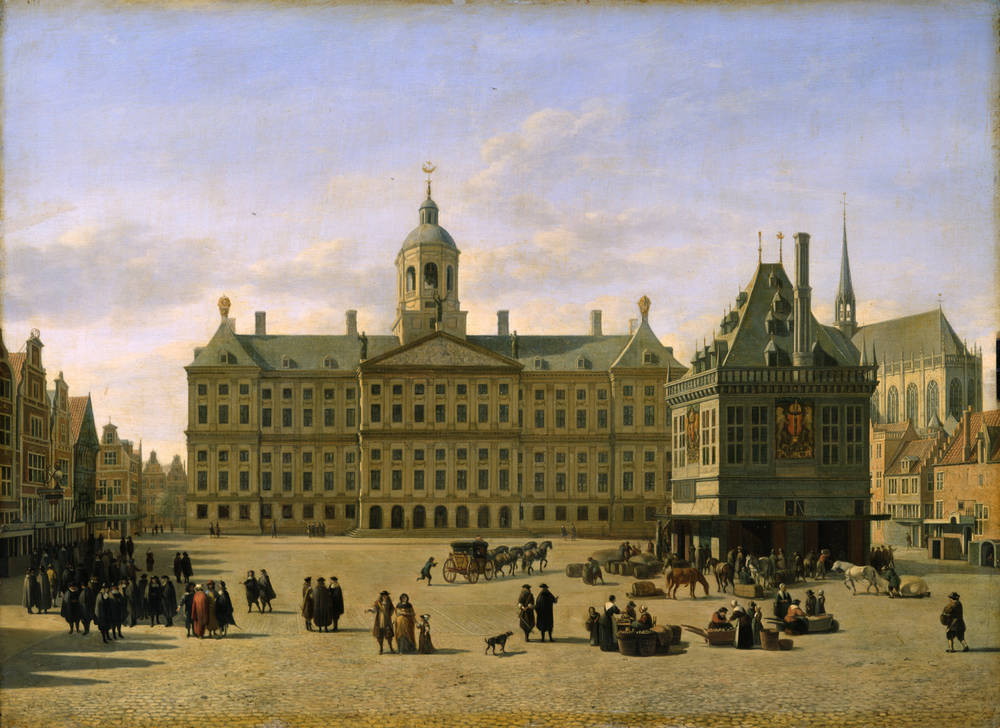
『アムステルダムのダム広場の眺望』 (1670-1675年) アルテ・マイスター絵画館 (ドレスデン)
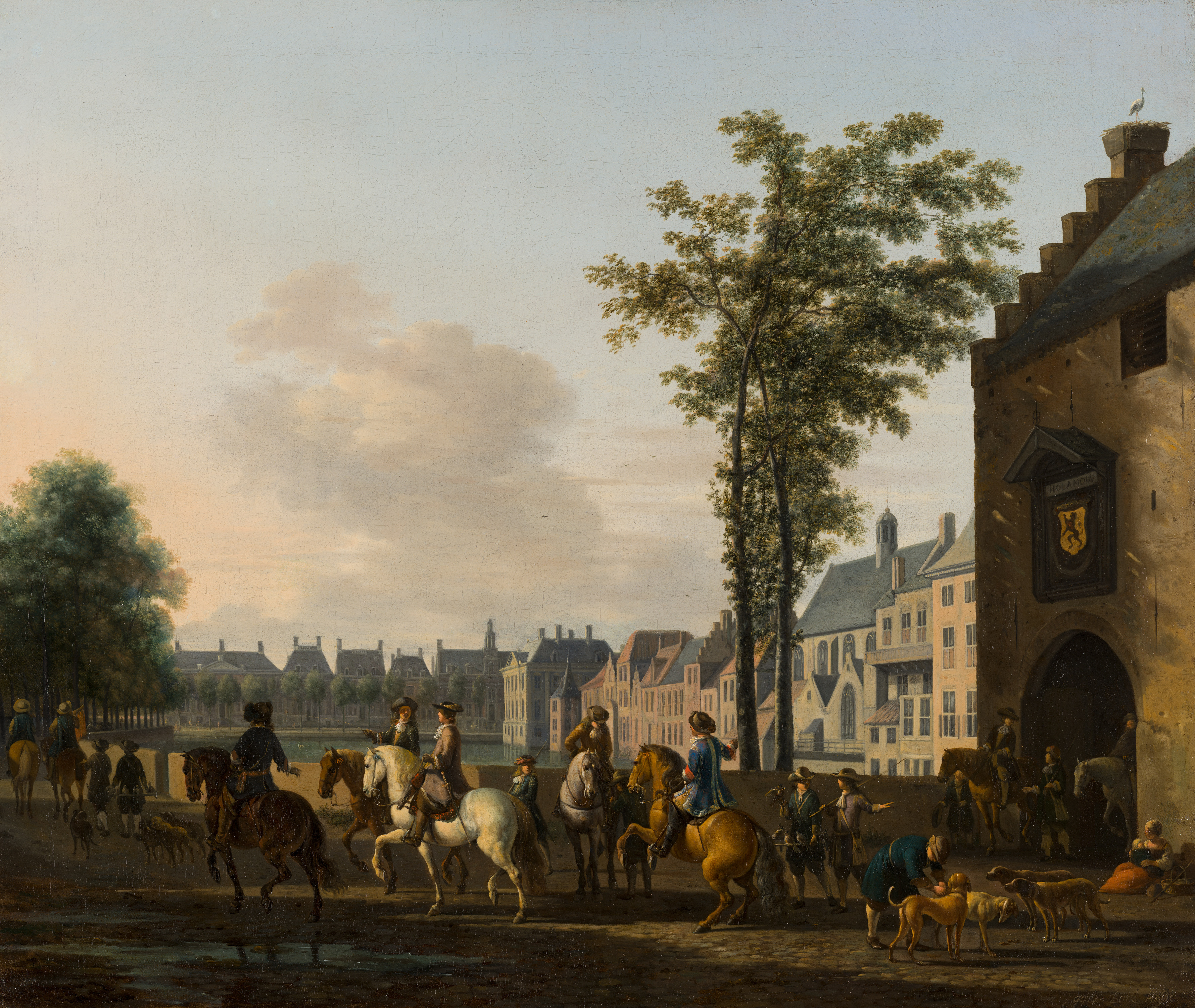
『デン・ハーグのホフフェイフェル池のそばの狩猟の一行』 (1690年頃) マウリッツハイス美術館 (デン・ハーグ)

## 参照
1. ↑  Gerrit Adriaensz Berkheyde in the w:RKD
2. 1 2 3 4   Gerrit Adriaensz Berkheyde Biography in De groote schouburgh der Nederlantsche konstschilders en schilderessen (1718) by Arnold Houbraken, courtesy of the w:Digital library for Dutch literature
3. ↑  De archiefbescheiden van het St. Lukasgilde te Haarlem 1497-1798, w:Hessel Miedema, 1980, ISBN 9064695849